# Kristof Jezegou
Kristof Jezegou est un auteur breton de langue bretonne.